# Troika de l'NKVD
Troika de l'NKVD o troika, a la història de la Unió Soviètica, eren comissions de 3 persones emprades com un instrument addicional de càstig extrajudicial (внесудебная расправа, внесудебное преследование), introduït per suplementar el sistema legal, la qual cosa equivalia a un càstig ràpid dels elements anti-soviètics. Començà com una institució de la Txekà, i posteriorment esdevingué de nou prominent a l'NKVD, quan va usar-se durant el període de la Gran Purga.
El terme rus troika literalment significa triumvirat.

## Rerefons
Les comissions en troika eren comunes a les organitzacions bolxevics, car 3 persones eren el mínim requerit per a les decisions col·legiades: era el nombre mínim per votar, un instrument necessari de decisió democràtica. La primera troika repressiva s'instituí el 1918, i els membres eren Felix Dzerjinski, Iakov Peters i V. Aleksandrovitx.
Les primeres troikes operatives s'instituïren al centre, al okrug militar de Moscou el 1929. El qualificatiu operatiu denota que es basava en els departaments operatius del OGPU. Gradualment, les troikes s'anaren introduint per altres zones de la Unió Soviètica per diferents propòsits: les troikes judicials (судебная тройка), les troikes extraordinàries чрезвычайная тройка) i les troikes especials (специальная тройка).

## Repressió dels kulaks
Un pas notable va ser l'ordre de l'NKVD 00447 del 30 de juliol de 1937, anomenada Sobre la repressió dels antics kulaks, criminals i d'altres elements anti-soviètics (О репрессировании бывших кулаков, уголовников и других антисоветских элементов), signada per Nikolai Iejov. Mitjançant aquesta ordre, es crearen les troikes a nivells de república, de krai i d'óblast. La investigació era portada a terme pels grups operatius de manera veloç i simplificada, i els resultats eren lliurats a les troikes per als judicis.
El president d'una toika era el cap de la corresponent sots-divisió territorial de l'NKVD. Normalment una troika incloïa el fiscal de la república/krai/oblast en qüestió; si no, se li permetia estar present a la sessió de la troika. La tercera persona normalment era el secretari del Partit al nivell corresponent. La composició de les troikes s'especificava personalment a l'ordre 00447.
Els protocols d'una sessió d'una troika es passaven al grup operatiu corresponent per a les execucions de les sentències. Els llocs i moments de les execucions s'ordenaven que es mantinguessin en secret.
Les troikes amb aquest propòsit funcionaren durant un any.

## Repressió dels polonesos
El 15 de setembre de 1939, el Politburó publicà la resolució П64/22 sobre la creació de troikes (Особая тройка) especials pel període de l'Operació polonesa de l'NKVD, que funcionaren durant dos mesos. Després, la mateixa operació tornà a usar-se en les operacions nacionals de l'NKVD, contra romanesos, letons, finesos i ucraïnesos.

## Abolició
La institució de les troikes va abolir-se el 1938 mitjançant el Decret sobre detencions, supervisió del fiscal i curs de la investigació, publicat conjuntament pel Sovnarkom i el Comitè Central del VKP(b).